# Manfred Hanke
Manfred Ferdinand Friedrich Hanke (* 11. Juli 1921 in Pirna, Sachsen; † 13. April 2010 in Bergisch Gladbach, Nordrhein-Westfalen) war ein deutscher Bibliothekar, Sprachspieler und Chronist der Schüttelreimer-Zunft.

## Leben
Manfred Hanke wuchs in Pirna auf. 1939, unmittelbar nach dem Abitur, wurde er als Soldat eingezogen. Nach dem Krieg arbeitete er in der Landwirtschaft, um sein Studium der Rechtswissenschaft an der Universität Mainz zu finanzieren, fand danach eine erste Anstellung als Übersetzer bei den amerikanischen Behörden.
Ab 1955 übernahm er den Aufbau und die Leitung der Bibliothek des Deutschen Industrieinstituts in Köln und wurde in den folgenden Jahren zum gefragten Referenten auf Bibliothekarskongressen und Ausbilder für Jungbibliothekare.
Ab 1964 schrieb er für den Kulturbereich des WDR-Rundfunks Erheiterndes, Erbauliches und Belehrendes über seine beiden Steckenpferde – die Sprachspielerei (Daradiridatumdarides, Russisch Brot & Magische Quadrate, Rüttelscheiche im Schüttelreiche) und die Namenkunde (Ausgerechnet Manuela, Pincherle oder Moravia). 1967 und 1968 erschienen seine beiden Standardwerke zur Schüttelreimkunst. Am 27. Mai 1987 wurde ihm für seine Verdienste um die Kölner Bibliotheken das Bundesverdienstkreuz am Bande verliehen.
Er war verheiratet und lebte in Bergisch Gladbach. Er hatte vier Kinder und sieben Enkelkinder.

## Werke
- Die schönsten deutschen Schüttelgedichte / gesammelt und herausgegeben von Manfred Hanke. Deutsche Verlagsanstalt, Stuttgart, 1967
- Die Schüttelreimer – Bericht über eine Reimschmiedezunft. Deutsche Verlagsanstalt, Stuttgart, 1968